# Сюй Фэн
Сюй Фэн (кит. трад. 徐楓, упр. 徐枫) — тайваньская актриса и кинопродюсер. В 1970-х годах была одной из главных актрис кино Тайваня и Гонконга, особенно благодаря ролям в фильмах жанра уся и работе с режиссёром Кингом Ху. В 1981 году завершила актёрскую карьеру, но спустя несколько лет вернулась в киноиндустрию уже в качестве продюсера и в этой роли приложила усилия к созданию нескольких кинофильмов, впоследствии удостоенных престижных наград. Среди них картина «Прощай, моя наложница» режиссёра Чэнь Кайгэ, получившая «Золотую пальмовую ветвь» и две номинации на премии «Оскар» и «Сезар».

## Ранние годы
Будущая актриса и продюсер родилась 17 декабря 1950 года в Тайбэе Китайской Республики. Её отец был родом из провинции Фуцзянь, а мать — из Маньчжурии. Отец умер, когда ей было шесть лет, и мать снова вышла замуж. Позже Фэн стала старшей из трёх сводных сестёр. Она начала сниматься в кино, чтобы финансово поддержать свою бедную семью. Фэн в возрасте 15 лет откликнулась на объявление о подборе актёров, что привело к второстепенной роли в фильме Кинга Ху «Харчевня Дракона» (1967). Отчасти эта роль положила начало шестилетнему контракту с кинокомпанией «Ляньбан» (кит. 聯邦影業有限公司, англ. Union Film) и отказу от работы на заводе.

## Карьера

### Актриса
Спустя два года после небольшой роли в «Харчевне Дракона» в возрасте 19 лет Фэн получила главную роль во впоследствии ставшей классической ленте Кинга Ху «Прикосновение дзена» (1971). Она сыграла дочь генерала Яна, вынужденную бежать из столицы после того, как её отец был убит людьми императорского евнуха Вэя. Её актёрскую игру впоследствии описал кинокритик Ричард Корлисс из журнала „Time“ как самую серьёзную, самую восхитительную воительницу. «Прикосновение дзена» впоследствии также изменило отношение актрисы к кинофильмам. Первоначально она рассматривала их как коммерческий продукт и возможность заработать, но после поездки с Кингом Ху на Каннский кинофестиваль для продвижения «Прикосновения дзена» она начала рассматривать кино как форму искусства. Когда фильм Ху был ещё на стадии производства, Фэн снялась в другом фильме «Десять дней в Лунчэне» (1969), за который она была удостоена премии «Золотая лошадь» в категории «Лучший актёрский дебют». Актриса продолжила сотрудничество с Кингом Ху в нескольких фильмах. В картинах «Судьба Ли Хана» (1973), «Храбрецы» (1974) и «Дождь в горах» (1979) она вновь изображала воительниц, а за роль в фэнтезийном фильме «Легенда гор» (1979) была номинирована на «Золотую лошадь» в категории «Лучшая женская роль».
Сюй Фэн дважды была удостоена двух наград «Золотая лошадь» за лучшую женскую роль в фильмах «Девушка-убийца» (1976) и «Источник» (1980).

### Продюсер
После завершения карьеры актрисы в 1981 году Фэн вернулась в кинопроизводство в качестве продюсера. Она основала свою собственную производственную кинокомпанию «Танчэнь» (кит. 湯臣電影有限公司, англ. Tomson Films) в 1983 году, которая сосредоточилась в основном на производстве художественных фильмов. В дальнейшем под баннером компании вышли такие фильмы как «Красная пыль» (1990), «Пять девушек и верёвка» (1992), «Прощая, моя наложница» (1993) и «Луна-искусительница» (1996). За «Красную пыль» Фэн получила «Золотую лошадь» в категории «Лучший фильм». «Прощая, моя наложница» и «Луна-искусительница» были срежиссированы Чэнь Кайгэ и имели международный успех. В частности первый был удостоен нескольких международных премий, среди которых «Золотая пальмовая ветвь» (1993), «Золотой глобус» (1993) и Премия Британской Академии в области кино (1994) за лучший иностранный фильм.

### Другая деятельность
Сюй Фэн была членом жюри на 44-м Берлинском международном кинофестивале в 1994 году и 61-м Венецианском кинофестивале в 2004 году. В 2017 году была награждена премией «Золотая лошадь» за вклад в тайваньское кино.
В Шанхае контролировала строительство роскошного комплекса Tomson Shanghai International Club. После смерти мужа в 2004 году взяла на себя управление его деловыми предприятиями.

## Фильмография
| Год  | Китайское название       | Английское название                                | Русское название                             | Экранная роль       | Роль в проекте          |
| ---- | ------------------------ | -------------------------------------------------- | -------------------------------------------- | ------------------- | ----------------------- |
| 1967 | 龍門客棧                 | Dragon Inn                                         | Харчевня Дракона                             | Юй Синь             | —                       |
| 1970 | 烈火                     | The Grand Passion                                  | Жгучий гнев                                  | (в удалённой сцене) | —                       |
| 1970 | 龍城十日                 | A City Called Dragon                               | Десять дней в Лунчэне                        | Шан Яньчжи          | —                       |
| 1971 | 一夫當關                 | The Invincible Sword                               | Непобедимый меч                              | мисс Сун            | —                       |
| 1971 | 俠女                     | A Touch of Zen                                     | Прикосновение дзена                          | Ян Хуэйчжэнь        | —                       |
| 1973 | 大小通吃                 | Win Them All                                       |                                              | Гао Тяньфэн         | —                       |
| 1973 | 黑道行                   | The End of the Black                               |                                              |                     | —                       |
| 1973 | 迎春閣之風波             | The Fate of Lee Khan                               | Судьба Ли Хана                               | Ли Ваньэр           | —                       |
| 1973 | 一嬌二俏三更妙           | My Wife, My Lover & My Maid                        |                                              |                     | —                       |
| 1974 | 蝴蝶殺手                 | The White Butterfly Killer                         | Белая Бабочка — убийца                       | мисс Бай            | —                       |
| 1974 | 步步追殺                 | Chase Step by Step                                 | Преследование шаг за шагом                   |                     | —                       |
| 1974 | 痴情玉女                 | A Sentimental Girl                                 |                                              | Тао Линлин          | —                       |
| 1974 | 舞衣                     | Sex, Love and Hate                                 | Танцевальное платье                          | официантка в баре   | —                       |
| 1974 | 火拼楓林渡               | Duel at Forest                                     |                                              |                     | —                       |
| 1974 | 大摩天嶺                 | Sergeant Hsiung                                    |                                              |                     | —                       |
| 1974 | 英烈千秋                 | The Everlasting Glory                              | Подвиг на тысячу лет                         | медсестра           | —                       |
| 1974 | 香港屋簷下               | The Looks of Hong Kong                             |                                              | Линь Сяолань        | —                       |
| 1974 | 忠烈圖                   | The Valiant Ones                                   | Храбрецы                                     | У Жоши              | —                       |
| 1974 | 近水樓台                 | First Come; First Love                             | Башня у воды                                 | Ши Яхуэй            | —                       |
| 1975 | 女兵日記                 | The Chinese Amazons                                | Дневник женщины-солдата                      | Чжао Гуанхуэй       | —                       |
| 1975 | 十八羅漢陣               | 18 Shaolin Disciples                               | Строй восемнадцати архатов                   | Шуанцинь            | —                       |
| 1976 | 星期六約會               | A Saturday Date                                    | Субботнее свидание                           |                     | —                       |
| 1976 | 女刺客                   | Assassin                                           | Девушка-убийца                               | Шу Мэй              | —                       |
| 1976 | 龍門風雲                 | Dragon Gate                                        |                                              | принцесса Агай      | —                       |
| 1976 | 八百壯士                 | Eight Hundred Heroes                               | Восемьсот героев                             | Лин Вэйчэн          | —                       |
| 1976 | 獵人                     | The Great Hunter                                   | Охотник                                      |                     | —                       |
| 1976 | 陰陽有情天               | Love in the Twilight Zone                          |                                              |                     | —                       |
| 1976 | 七靈寶塔                 | Seven Spirit Pagoda                                | Пагода восьми духов                          | Юйфэн               | —                       |
| 1976 | 山上人家                 | A Residence on the Mountain                        | Дом в горах                                  | Сицзы               | —                       |
| 1977 | 血連環                   | The Deadly Silver Spear                            | Смертельное серебряное копьё                 | Сяолань             | —                       |
| 1977 | 龍蛇俠影                 | The Face Behind Mask                               | Лицо под маской                              | Цзи Мудань          | —                       |
| 1977 | 俠士鏢客殺手             | The Chivalry, the Gunman and Killer                | Аристократ, преступник и убийца              | Принцесса Хуа       | —                       |
| 1977 | 達摩密宗血裡飄           | Shaolin Kung-Fu Mystagogue                         |                                              | Фан Пин             | —                       |
| 1977 | 劍花煙雨江南             | To Kill with Intrigue                              | Убить с интригой                             | Дин Цяньянь         | —                       |
| 1977 | 白玉京                   | Pai Yu Ching                                       | Бай Юйцзин                                   | Фан Лунсян          | —                       |
| 1977 | 江南八大俠               | The Greatest Plot                                  | Восемь великих рыцарей Цзяннаня              | Люй Сынян           | —                       |
| 1978 | 一代俠女                 | Woman of the Hour                                  |                                              |                     | —                       |
| 1978 | 年輕人的愛               | An Invincible Kid                                  | Любовь молодого человека                     |                     | —                       |
| 1978 | 古寧頭大戰               | The Battle of Ku-Ning-Tou                          | Великая битва за Гунинтоу                    |                     | —                       |
| 1979 | 空山靈雨                 | Raining in the Mountain                            | Дождь в горах                                | Бай Ху              | —                       |
| 1979 | 全本鐵公雞               | The Lost Kung Fu Secrets                           | Потерянные секреты кунг-фу                   | дочь Сян Жуна       | —                       |
| 1979 | 山中傳奇                 | Legend of the Mountain                             | Легенда гор                                  | Лэ Нян              | —                       |
| 1980 | 碧血黃花                 | Magnificent 72                                     |                                              | Цю Цзинь            | —                       |
| 1980 | 廣東先生與山東響馬       | Mr. Kwong Tung & the Robber                        | Господин из Гуандуна и разбойник из Шаньдуна |                     | —                       |
| 1980 | 源                       | The Pioneers                                       | Источник                                     | Цзян Вань           | —                       |
| 1980 | 金劍                     | The Revenger                                       | Золотой меч                                  | Моуюн Сиксан        | —                       |
| 1980 | 八絕                     | The Eight Escorts                                  | Восемь стражей                               | мисс У              | —                       |
| 1981 | 英雄對英雄               | The Last Duel                                      | Последняя дуэль                              | Е Лин               | —                       |
| 1985 | 醜小鴨                   | Funny Face                                         | Гадкий утёнок                                | —                   | исполнительный продюсер |
| 1985 | 老少江湖                 | The Young and Old Wanderers                        | Старые и молодые бродяги                     | —                   | исполнительный продюсер |
| 1986 | 殺夫                     | The Woman of Wrath                                 | Убить мужа                                   | —                   | исполнительный продюсер |
| 1986 | 好小子                   | The Kung Fu Kids                                   |                                              | —                   | исполнительный продюсер |
| 1986 | 竹籬笆外的春天           | The Spring Outside of the Fence                    | Весна за забором                             | —                   | исполнительный продюсер |
| 1986 | 好小子II                 | Kung Fu Kids II                                    |                                              | —                   | исполнительный продюсер |
| 1986 | 老娘夠騷                 | Soul                                               |                                              | —                   | продюсер                |
| 1986 | 二手貨                   | Second Hand Goods                                  | Бывший в употреблении                        |                     | —                       |
| 1987 | 烽火佳人                 | Flag of Honor                                      |                                              | —                   | продюсер                |
| 1987 | 我有話要說               | Let Me Speak Up                                    | Я хочу высказаться                           | —                   | исполнительный продюсер |
| 1987 | 好小子第三集：苦兒流浪記 | Kung Fu Kids III                                   |                                              | —                   | продюсер                |
| 1987 | 跨越時空的小子           | Kung Fu Kids IV                                    |                                              | —                   | исполнительный продюсер |
| 1988 | 今夜星光燦爛             | Starry Is the Night                                | Звёздная ночь                                | —                   | исполнительный продюсер |
| 1988 | 黃色故事                 | The Game They Call Sex                             | Порнографический рассказ                     | —                   | исполнительный продюсер |
| 1988 | 夢過界                   | My Dream Is Yours                                  | Мечта переходит границу                      | —                   | исполнительный продюсер |
| 1988 | 萬能運動員               | Kung Fu Kids Part V: The Adventure of Kung Fu Kids |                                              | —                   | исполнительный продюсер |
| 1988 | 舊情綿綿                 | Never-Ending Memory                                |                                              | —                   | исполнительный продюсер |
| 1989 | 飈城                     | Runaway Blues                                      | Блюз беглеца                                 | —                   | продюсер                |
| 1989 | 好小子6－小龍過江        | Kung Fu Kids Part VI: Enter the Young Dragon       |                                              | —                   | исполнительный продюсер |
| 1990 | 滾滾紅塵                 | Red Dust                                           | Клубится багровая пыль                       | —                   | исполнительный продюсер |
| 1991 | 五個女子和一根繩子       | Five Girls and a Rope                              | Пять девушек и верёвка                       | —                   | исполнительный продюсер |
| 1993 | 霸王別姬                 | Farewell to My Concubine                           | Прощай, моя наложница                        | —                   | продюсер                |
| 1996 | 風月                     | Temptress Moon                                     | Луна-соблазнительница                        | —                   | продюсер                |
| 2004 | 美麗上海                 | Shanghai Story                                     |                                              | —                   | продюсер                |